# Schimsk
Schimsk (russisch Шимск) ist eine Siedlung städtischen Typs in der Oblast Nowgorod in Russland mit 3895 Einwohnern (Stand 14. Oktober 2010).

## Geographie
Der Ort liegt knapp 50 km Luftlinie südwestlich des Oblastverwaltungszentrums Weliki Nowgorod. Er befindet sich überwiegend am linken Ufer der Schelon gut 10 km oberhalb ihrer Mündung in das westliche Ende des Ilmensees.
Schimsk ist Verwaltungszentrum des Rajons Schimski sowie Sitz der Stadtgemeinde Schimskoje gorodskoje posselenije, zu der außerdem 23 umliegende Dörfer gehören.

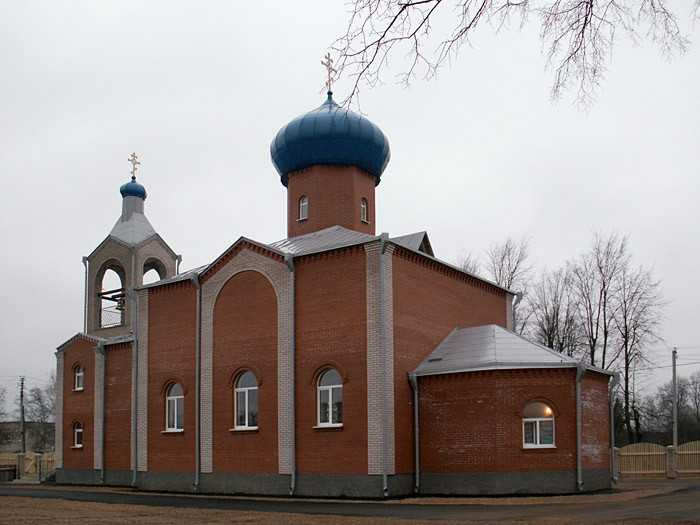
Mariä-Verkündigungs-Kirche
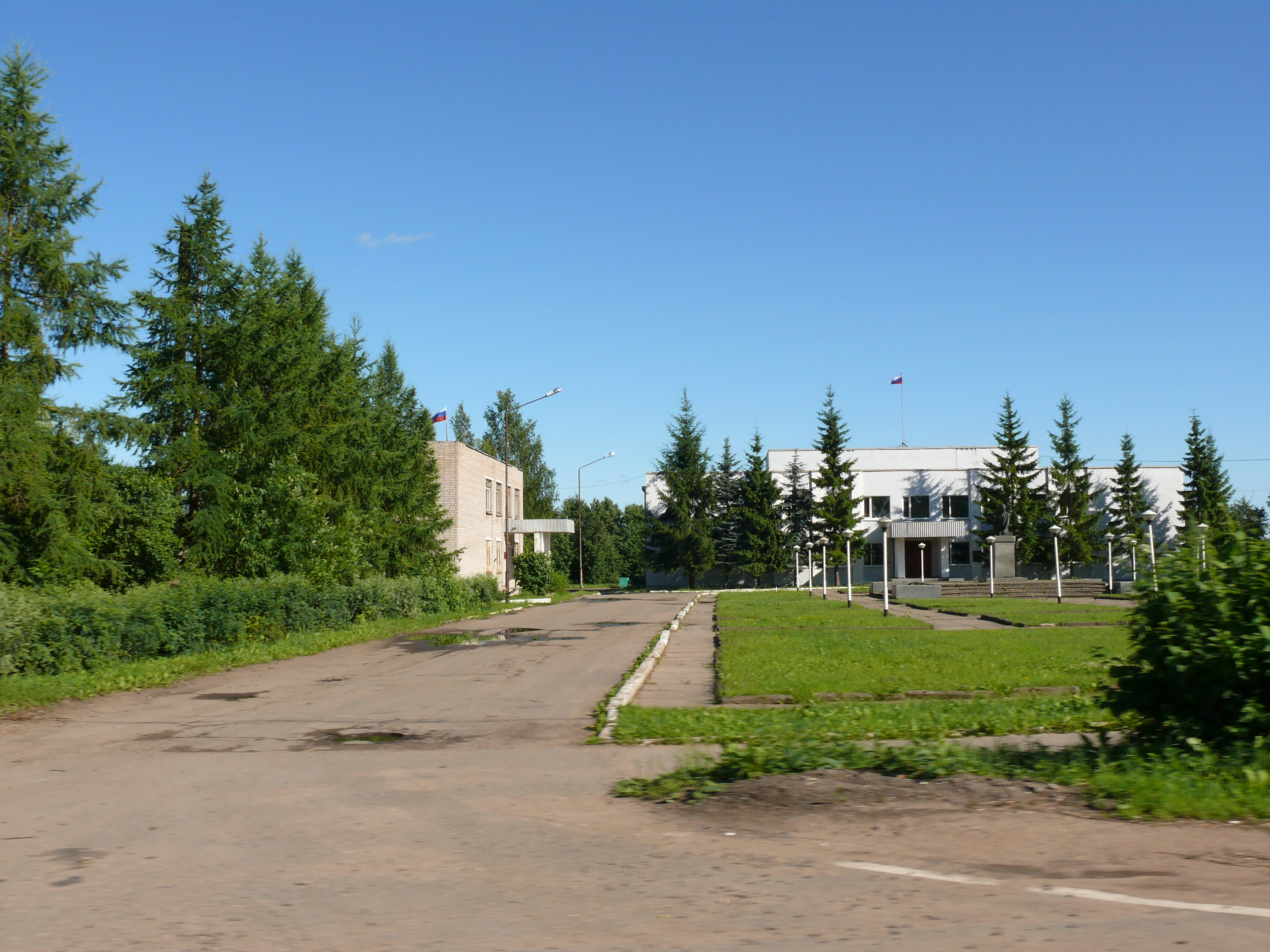
Gemeinde- und Rajonverwaltung
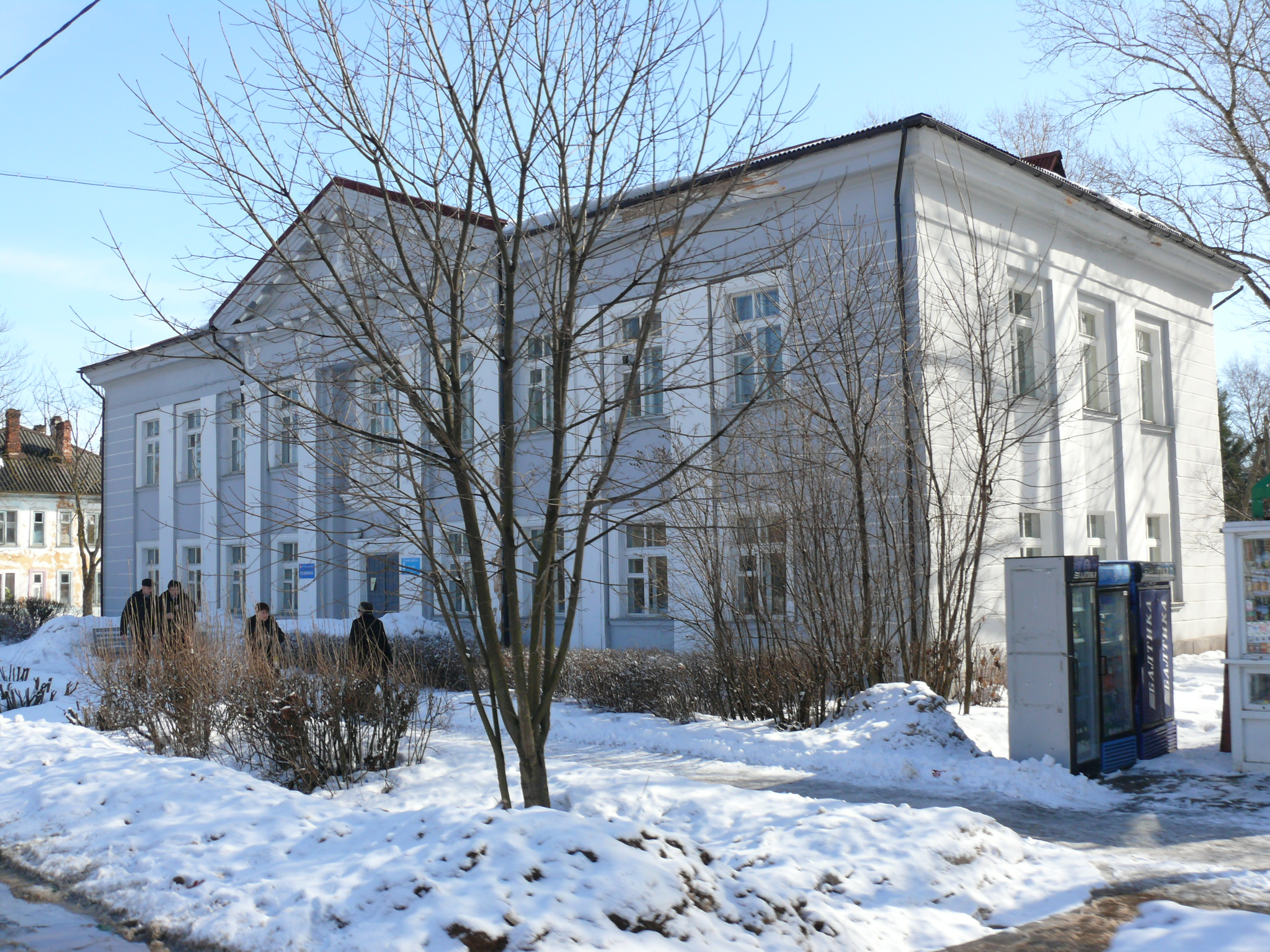
Rajonpoliklinik
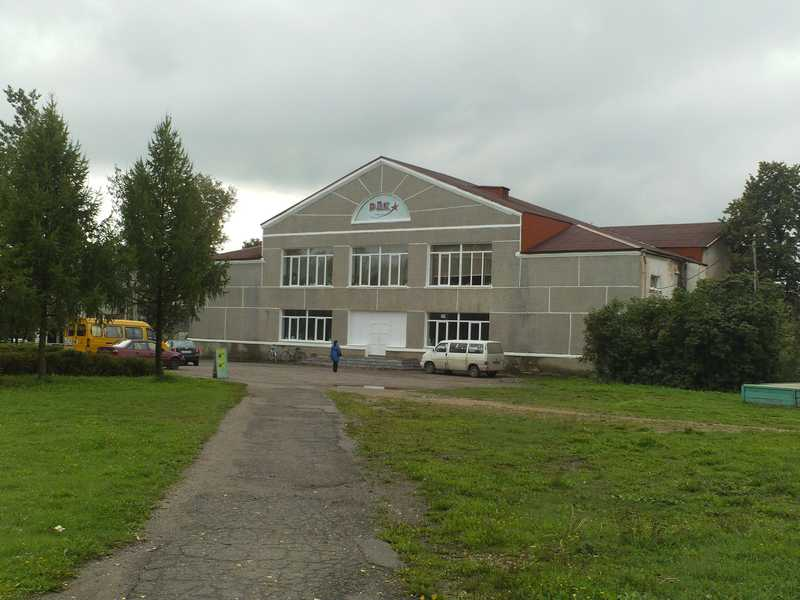
Kulturhaus
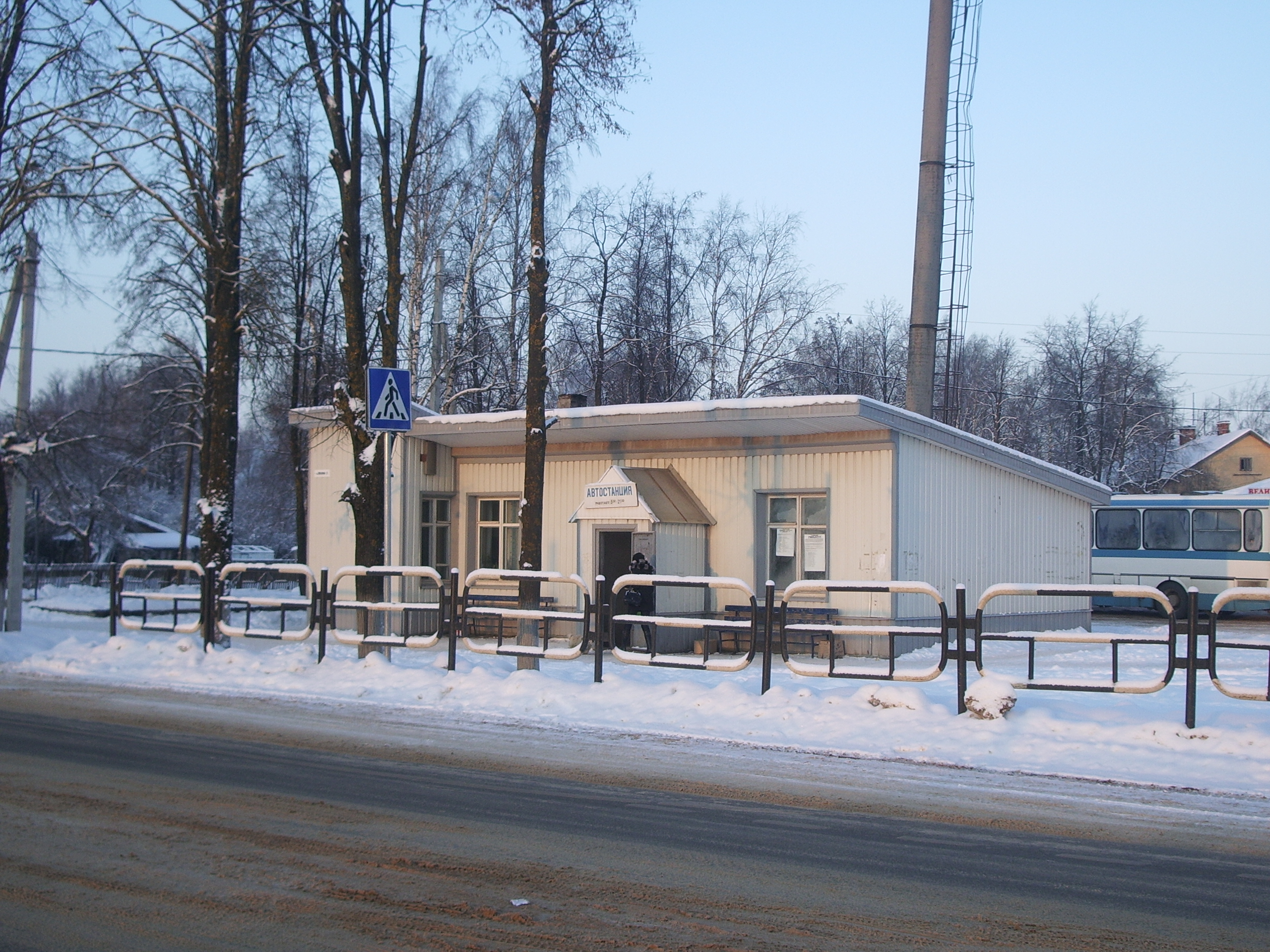
Busbahnhof

## Geschichte
Der Ort entstand 1878 im Zusammenhang mit dem Bau der Eisenbahnstrecke Nowgorod – Staraja Russa wenig westlich des gleichnamigen, zuvor auch Schimsko und heute Stary Schimsk („Alt-Schimsk“) genannten und zur Gemeinde gehörenden Dorfes. Das Dorf wurde 1501 erstmals detailliert beschrieben und vermutlich 1420 gegründet; das Gebiet war seit dem 10. bis 12. Jahrhundert durchgehend besiedelt.
Seit dem 19. Jahrhundert war Schimsk Verwaltungssitz einer Wolost des Ujesds Nowgorod des gleichnamigen Gouvernements. Am 15. Februar 1935 wurde es Sitz eines neu geschaffenen, nach ihm benannten Rajons. Im Zweiten Weltkrieg war Schimsk von 11. August 1941 bis 18. Februar 1944 von der deutschen Wehrmacht besetzt.
1981 erhielt der Ort den Status einer Siedlung städtischen Typs.

### Bevölkerungsentwicklung
| Jahr | Einwohner |
| ---- | --------- |
| 1897 | 794       |
| 1939 | 899       |
| 1959 | 1511      |
| 1979 | 3026      |
| 1989 | 3992      |
| 2002 | 3842      |
| 2010 | 3895      |

Anmerkung: Volkszählungsdaten

## Verkehr
Durch Schimsk verläuft die föderale Fernstraße R56 von Weliki Nowgorod nach Pskow. In südöstlicher Richtung zweigt die Regionalstraße 49K-15 über Staraja Russa südlich des Ilmensees und Cholm zur Grenze der Oblast Pskow ab (weiter nach Loknja als 58K-079).
Die frühere, 1878 als Schmalspurbahn (Spurweite 1067 mm) eröffnete und 1916 auf Breitspur umgebaute Bahnstrecke Weliki Nowgorod – Staraja Russa wurde im Zweiten Weltkrieg durch sowjetische Partisanen und die zurückweichende deutsche Wehrmacht zerstört und nicht wieder aufgebaut. Daher befindet sich heute die nächstgelegene Bahnstation gut 30 km westlich bei Solzy an der Strecke Sankt Petersburg – Dno – Newel – Wizebsk (Belarus).